# Roger Fosdick
Roger Lee Fosdick (18 de novembro de 1936) é um matemático e engenheiro estadunidense.
Membro do quadro editorial do Journal of Elasticity, do qual é editor chefe desde 1998.